# Vanina
Vanina er en tysk stumfilm fra 1922 af Arthur von Gerlach.

## Medvirkende
- Asta Nielsen som Vanina
- Paul Wegener som Gouverneur von Turin
- Paul Hartmann som Octavio
- Albrecht Viktor Blum som Adjutant des Gouverneurs
- Bernhard Goetzke
- Raoul Lange